# Tenuiphantes monachus
Tenuiphantes monachus es una especie de araña araneomorfa del género Tenuiphantes, familia Linyphiidae. La especie fue descrita científicamente por Simon en 1884.
La longitud del cuerpo del macho es de 2,2-2,6 milímetros y de la hembra 2,5-3,1 milímetros. La especie se distribuye por Europa: Francia, Suiza, Austria y Macedonia del Norte.